# Rosel Klein

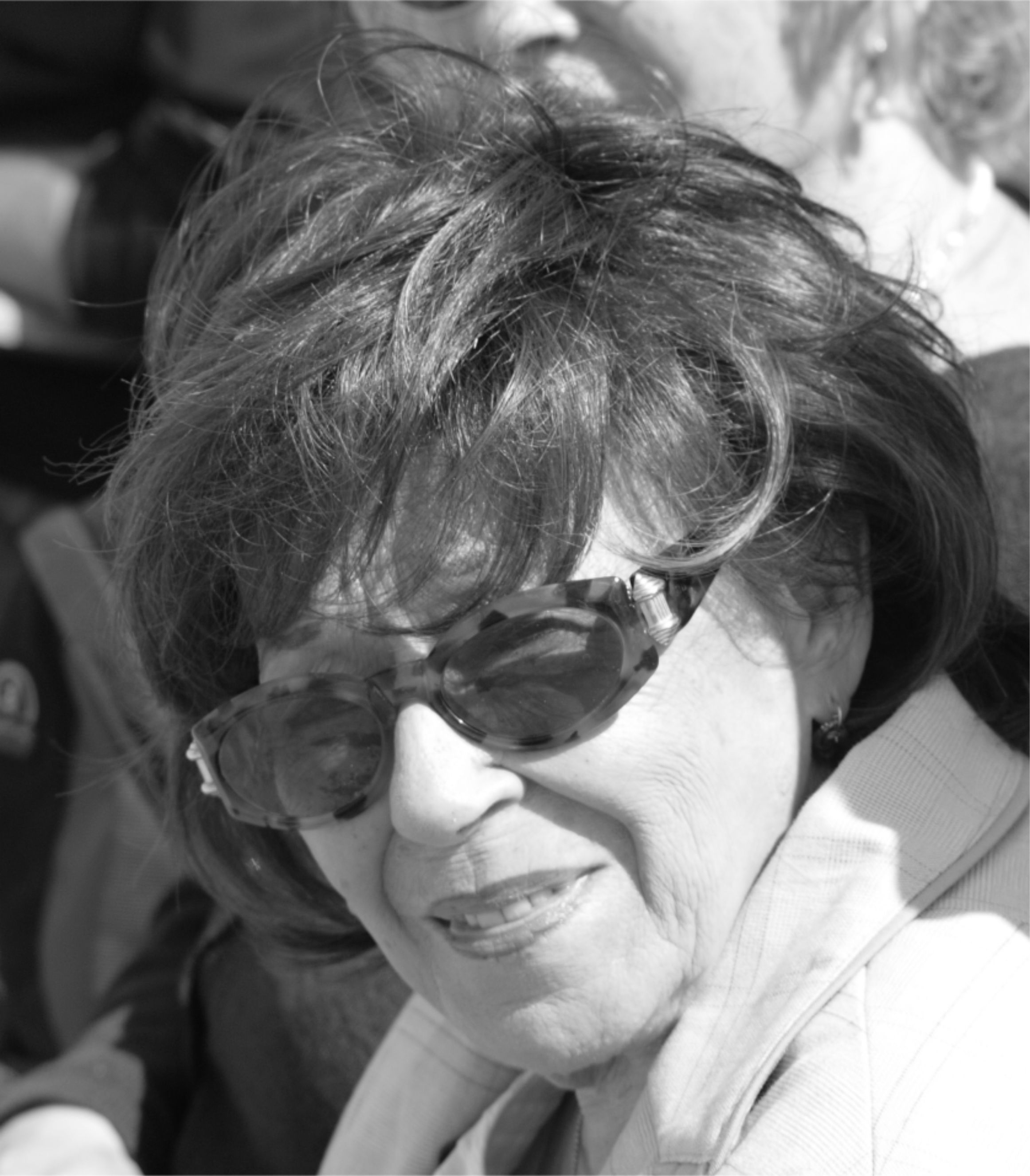
Rosel Klein

Rosel Klein (* 29. April 1926 in Leipzig; † 3. April 2017 in Kleinmachnow) war eine deutsche Kinderbuchautorin und Filmschaffende in der DDR.

## Leben und Werk
Rosel Klein wuchs in Leipzig auf. Sie absolvierte eine Ausbildung zur Kameraassistentin und Fotolaborantin. 1950 heiratete sie den Filmregisseur und Drehbuchautor Gerhard Klein. 1953 zogen sie nach Kleinmachnow.
Klein veröffentlichte ab 1974 mehrere Bücher im Kinderbuchverlag Berlin und schrieb Szenarien und Drehbücher für einige Filme. Zusammen mit Heiner Rank schrieb sie für das DDR-Fernsehen das Drehbuch zu dem Film Die Dorflinde (1980) nach einer Erzählung von Horst Beseler.
Ihr Kinderbuch Die dicke Tilla wurde 1982 von Werner Bergmann mit der DEFA-Gruppe ‚Johannisthal‘ verfilmt. Der Film hatte 1982 in den Goethe-Lichtspielen in Halle Uraufführung, lief 1981 auf dem Kinderfilmfestival „Lucas“ in Frankfurt am Main, wurde 1984 im Fernsehen der DDR ausgestrahlt und 1984 im ZDF.

## Kinderbücher
- Mein Freund Karfunkel. Kinderbuchverlag Berlin, Berlin 1974. (7. Auflage. 1988, ISBN 3-358-00439-2)
- Papageienweg. Kinderbuchverlag Berlin, 1975. (5. Auflage. 1987, ISBN 3-358-00039-7)
- Die Reise mit dem primelgelben Auto. Kinderbuchverlag Berlin, 1978.
- Die dicke Tilla. Kinderbuchverlag Berlin, 1981. (überarbeitete Neuausgabe. 1996, ISBN 3-358-00851-7)

## Drehbuch / Szenarium
Quelle: Filmportal.de
- Arbeitsschutz in Baumwollspinnereien, Szenario, 1954
- Milch – Kraftquell des Lebens, Drehbuch 1954
- Jede halbe Stunde, Szenario, 1954
- Die Geschichte vom armen Hassan, Drehbuch, 1958
- Susanne und der Zauberring, Szenario, 1973
- Das Raubtier, Szenario, 1977
- Die Dorflinde, Drehbuch, 1980
- Die dicke Tilla, Szenario, 1981

## Auszeichnungen
- 1974: Heinrich-Greif-Preis[6] II. Klasse für das Szenario von Susanne und der Zauberring.[7]